# Alba de Yeltes
Alba de Yeltes – gmina w Hiszpanii, w prowincji Salamanka, w Kastylii i León, o powierzchni 22,36 km². W 2011 roku gmina liczyła 248 mieszkańców.